# Anthony Fane, XIII conte di Westmorland
Anthony Mildmay Julian Fane, XIII conte di Westmorland (Mayfair, 16 agosto 1859 – Hove, 9 giugno 1922) è stato un ufficiale britannico.

## Biografia
Fane nacque a Curzon House. Era il figlio di Francis Fane, XII conte di Westmorland, e di sua moglie, Lady Adelaide Ida, figlia di Richard Curzon-Howe, I conte Howe. Frequentò l'Eton. Era un appassionato di cricket. Il 3 agosto 1891 successe al padre alla contea.

## Carriera militare
Lord Westmorland fu maggiore del reggimento Northamptonshire nel 1902. Prese parte alle ultime fasi della seconda guerra boera, nell'aprile 1902, nel III Battaglione del reggimento Northamptonshire. Fu tenente colonnello nel reggimento (1907-1914), e nel 1911 è stato nominato un aiutante di campo di Giorgio V. Ha combattuto nella prima guerra mondiale come tenente colonnello nel Lancashire Fusiliers. È stato anche giudice di pace per Northamptonshire.

## Matrimoni

### Primo matrimonio
Sposò, il 28 maggio 1892, Lady Sybil St Clair-Erskine (20 agosto 1871-21 luglio 1910), figlia di Robert St Clair-Erskine, IV conte di Rosslyn. Ebbero quattro figli:
- Vere Fane, XIV conte di Westmorland (15 marzo 1893-12 maggio 1948);
- Lady Victoria Enid Rachel Fane (24 aprile 1894-9 settembre 1969), sposò in prime nozze Henry Vane, non ebbero figli, e in seconde nozze Herbert Turnor, ebbero due figlie;
- Mountjoy John Charles Wedderburn Fane (8 ottobre 1900-9 ottobre 1963), sposò Agatha Acland-Hood-Reynardson, ebbero due figli;
- Lady Violet Gloria Sybil Fane (11 aprile 1902).

A causa di difficoltà finanziarie ha venduto la residenza di famiglia, Apethorpe Hall, nel 1904.

### Secondo matrimonio
Sposò, il 22 aprile 1916, Catherine Louise Geale (?-21 agosto 1973), figlia del reverendo John Samuel Geale. Non ebbero figli.

## Morte
Morì il 9 giugno 1922 a Hove.

## Ascendenza
|                                         |                      |                                                 | Genitori                             |  |  | Nonni |  |  | Bisnonni                          |  |  | Trisnonni                          |  |
|                                         |                      |                                                 |                                      |  |  |       |  |  | John Fane, X conte di Westmorland |  |  | John Fane, IX conte di Westmorland |  |
|                                         |                      |                                                 |                                      |  |  |       |  |  | John Fane, X conte di Westmorland |  |  | John Fane, IX conte di Westmorland |  |
|                                         |                      | Augusta Bertie                                  |                                      |  |  |       |  |  | John Fane, X conte di Westmorland |  |  |                                    |  |
| John Fane, XI conte di Westmorland      |                      |                                                 |                                      |  |  |       |  |  | John Fane, X conte di Westmorland |  |  |                                    |  |
|                                         |                      | Sarah Child                                     | Robert Child                         |  |  |       |  |  |                                   |  |  |                                    |  |
|                                         |                      | Sarah Child                                     | Robert Child                         |  |  |       |  |  |                                   |  |  |                                    |  |
|                                         |                      | Sarah Child                                     | Sarah Jodrell                        |  |  |       |  |  |                                   |  |  |                                    |  |
| Francis Fane, XII conte di Westmorland  |                      | Sarah Child                                     |                                      |  |  |       |  |  |                                   |  |  |                                    |  |
|                                         |                      | William Wellesley-Pole, III conte di Mornington | Garret Wesley, I conte di Mornington |  |  |       |  |  |                                   |  |  |                                    |  |
|                                         |                      | William Wellesley-Pole, III conte di Mornington | Garret Wesley, I conte di Mornington |  |  |       |  |  |                                   |  |  |                                    |  |
|                                         |                      | William Wellesley-Pole, III conte di Mornington | Anne Hill-Trevor                     |  |  |       |  |  |                                   |  |  |                                    |  |
| Priscilla Wellesley-Pole                |                      | William Wellesley-Pole, III conte di Mornington |                                      |  |  |       |  |  |                                   |  |  |                                    |  |
|                                         |                      | Katherine Forbes                                | John Forbes                          |  |  |       |  |  |                                   |  |  |                                    |  |
|                                         |                      | Katherine Forbes                                | John Forbes                          |  |  |       |  |  |                                   |  |  |                                    |  |
|                                         |                      | Katherine Forbes                                | Mary Capell                          |  |  |       |  |  |                                   |  |  |                                    |  |
| Anthony Fane, XIII conte di Westmorland |                      | Katherine Forbes                                |                                      |  |  |       |  |  |                                   |  |  |                                    |  |
|                                         | Penn Assheton Curzon | Assheton Curzon, I visconte Curzon              |                                      |  |  |       |  |  |                                   |  |  |                                    |  |
|                                         | Penn Assheton Curzon | Assheton Curzon, I visconte Curzon              |                                      |  |  |       |  |  |                                   |  |  |                                    |  |
|                                         | Penn Assheton Curzon | Esther Hanmer                                   |                                      |  |  |       |  |  |                                   |  |  |                                    |  |
| Richard Curzon-Howe, I conte Howe       | Penn Assheton Curzon |                                                 |                                      |  |  |       |  |  |                                   |  |  |                                    |  |
|                                         |                      | Sophia Charlotte Curzon, II baronessa Howe      | Richard Howe, I conte Howe           |  |  |       |  |  |                                   |  |  |                                    |  |
|                                         |                      | Sophia Charlotte Curzon, II baronessa Howe      | Richard Howe, I conte Howe           |  |  |       |  |  |                                   |  |  |                                    |  |
|                                         |                      | Sophia Charlotte Curzon, II baronessa Howe      | Mary Hartop                          |  |  |       |  |  |                                   |  |  |                                    |  |
| Adelaide Curzon-Howe                    |                      | Sophia Charlotte Curzon, II baronessa Howe      |                                      |  |  |       |  |  |                                   |  |  |                                    |  |
|                                         |                      | Robert Brudenell, VI conte di Cardigan          | Robert Brudenell                     |  |  |       |  |  |                                   |  |  |                                    |  |
|                                         |                      | Robert Brudenell, VI conte di Cardigan          | Robert Brudenell                     |  |  |       |  |  |                                   |  |  |                                    |  |
|                                         |                      | Robert Brudenell, VI conte di Cardigan          | Anne Bishopp                         |  |  |       |  |  |                                   |  |  |                                    |  |
| Harriet Brudenell                       |                      | Robert Brudenell, VI conte di Cardigan          |                                      |  |  |       |  |  |                                   |  |  |                                    |  |
|                                         |                      | Penelope Cooke                                  | George John Cooke                    |  |  |       |  |  |                                   |  |  |                                    |  |
|                                         |                      | Penelope Cooke                                  | George John Cooke                    |  |  |       |  |  |                                   |  |  |                                    |  |
|                                         |                      | Penelope Cooke                                  | Penelope Bowyer                      |  |  |       |  |  |                                   |  |  |                                    |  |
|                                         |                      | Penelope Cooke                                  |                                      |  |  |       |  |  |                                   |  |  |                                    |  |